# (34630) 2000 UX107
2000 UX107 (asteroide 34630) é um asteroide da cintura principal. Possui uma excentricidade de 0.09194950 e uma inclinação de 11.88170º.
Este asteroide foi descoberto no dia 30 de outubro de 2000 por LINEAR em Socorro.